# Ludwig Rosenfelder

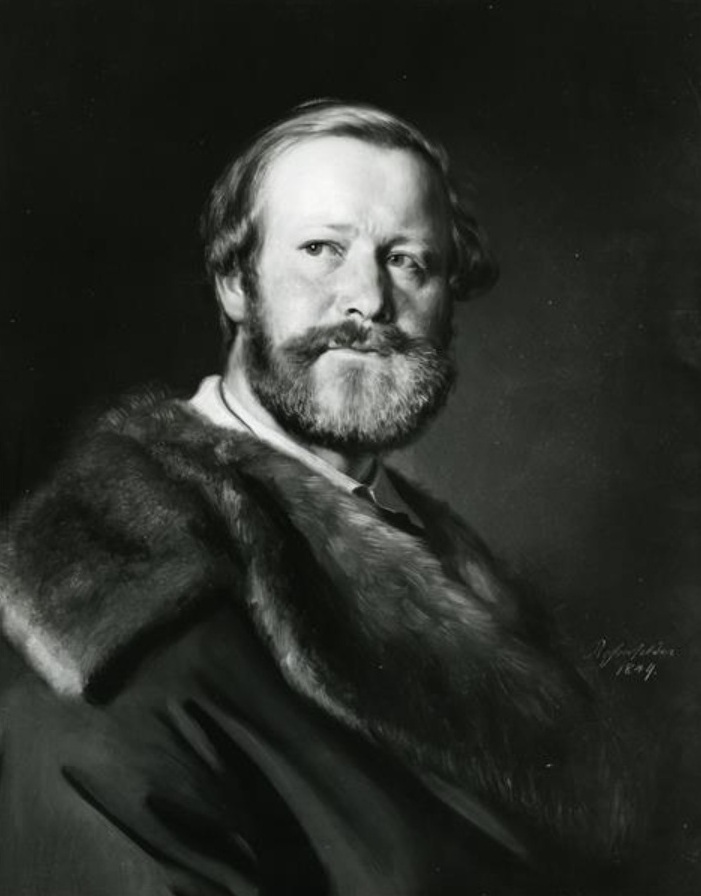
Ernst Resch, porträtterad av Ludwig Rosenfelder 1849.

Karl Ludwig Rosenfelder, född den 18 juli 1813 i Breslau, död den 18 april 1881 i Königsberg, var en tysk målare. 
Rosenfelder studerade i Berlin 1832-1836, målade historiebilder, bland dessa Narcissus, Gideon, Cola di Rienzi i fängelse, Prins Arthur bländas (ur Shakespeares "Kung Johan", 1838). Han var 1845-1874 direktör för akademien i Königsberg och utförde där bland annat Marienburg intas av Tyska orden, Bedjande vid Henrik IV:s likkista (Kölns museum), Kristus på korset (altartavla i Rastenburg), Teologin och Medicinen (väggbilder i universitetsaulan i Königsberg).